# تنفس جهدي
التنفس الجهدي (بالإنجليزية: Labored breathing)‏، هو تغير غير طبيعي في نمط التنفس، يدل على زيادة المجهود التنفسي، بما في ذلك استخدام العضلات التنفسي الإضافية، الصرير، تنفس خفخفي، أو اتساع تدريجي في الأنف.

## تصنيف
يتميز التنفس الجهدي بضيق التنفس أو عسر التنفس، وهو الإحساس بـ الضائقة التنفسية، بغض النظر عن الأعراض البدنية.
ومع ذلك، الكثير ببساطة يُعرّف ضيق التنفس كـ صعوبة في التنفس بدون مواصفات أخرى، والتي قد تختلط مع صعوبة في التنفس أو تسرع التنفس (سرعة التنفس). في بعض الأحيان يتم تضمين التنفس الجهدي في تعريف ضيق التنفس أيضًا. ومع ذلك، في التعريف القياسي، قد تكون هذه العلامات ذات الصلة موجودة في نفس الوقت؛ ولكن ليس بالضرورة أن تكون. على سبيل المثال، في حالة توقف التنفس عن طريق الفشل الأولي في عضلات الجهاز التنفسي، قد يعاني المريض إذا كان واعيًا من ضيق التنفس؛ ولكن دون أي صعوبة في التنفس أو سرعة في التنفس. على العكس، يمكن القيام بالتنفس الجهدي أو التنفس السريع طوعًا حتى في حالة عدم وجود ضيق تنفس.

## الأعراض
تتضمن علامات التنفس الجهدي:

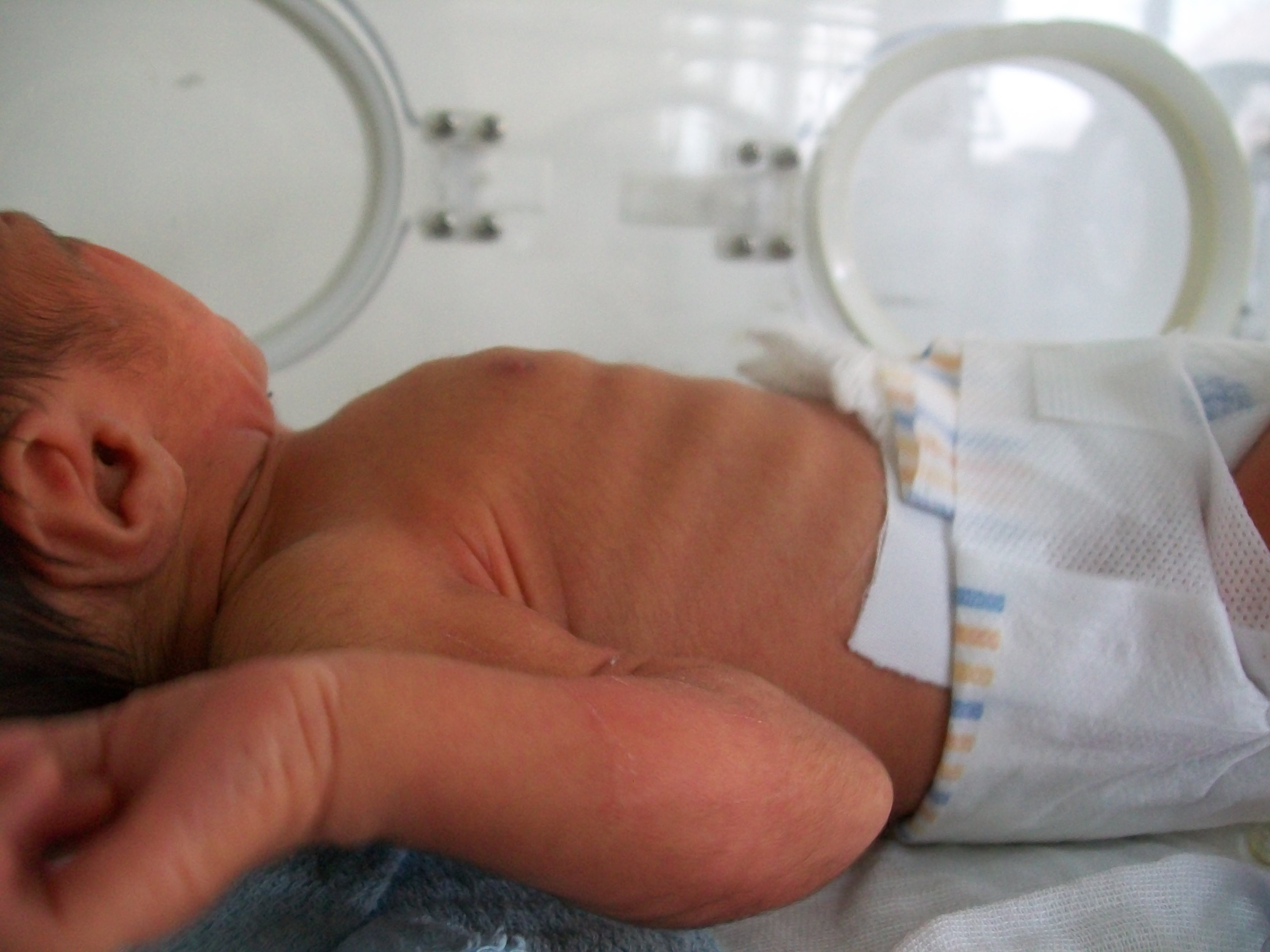
انحسار ما بين أضلاع القفص الصدري في الحديثي الولادة هي علامة شائعة للضائقة التنفسية.

- فرط التنفس - اللهث السريع و/أو التنفس العميق
- تسرع التنفس - زيادة معدل التنفس
- التراجع أو الركود - تسفط الجلد حول الأضلاع[6]
- استخدام العضلات التنفسية الإضافية بدلا من الحجاب الحاجز فقط.

## الأسباب
تشمل أسباب التنفس الجهدي:
- الحماض الأيضي الحاد، وخاصة الحماض الكيتوني السكري (DKA) وكذلك الفشل الكلوي. يسمى نمط التنفس المرتبط الخاص بالحالة بتنفس كوسماول.
- أمراض القلب[7]
- فشل الجهاز التنفسي[7]